# Annie Kratz-Gutå
Annie Kratz-Gutå, född 1970 i Älta i Nacka församling, är en svensk sångerska som deltog i den svenska Melodifestivalen 2001 med melodin Vända om, som slutade på sjunde plats, och testades på Svensktoppen den 24 mars 2001 men missade listan. Hon även varit bakgrundssångerska åt E-Type. Hon medverkade även i Idol Sverige 2011.
2005 upprättade hon Sång- och dansimperiet, med målet att hjälpa unga artister ut på musikmarknaden.

### Fotnoter
1. ↑  ”Meodifestivalen 2001”. Sveriges Radio. 11 mars 2001. https://sverigesradio.se/sida/artikel.aspx?programid=2521&artikel=778733. Läst 13 februari 2020.
2. ↑  ”Svensktoppen”. Sveriges Radio. 24 mars 2001. http://www.sr.se/p4/svetop/2001/010324sv.htm. Läst 24 januari 2008.
3. ↑  ”Svensktoppen”. Sveriges Radio. 31 mars 2001. http://www.sr.se/p4/svetop/2001/010331sv.htm. Läst 24 januari 2008.
4. ↑  Anders Carlsson (24 november 2014). ”Malin fick plats i A-base” (på svenska). Mitt i Tyresö. https://mitti.se/noje/malin-fick-plats-i-a-base/?omrade=tyreso. Läst 13 februari 2020.[död länk]